# 千田是也
千田 是也（、1904年〈明治37年〉7月15日 - 1994年〈平成6年〉12月21日）は、日本の演出家、俳優、デザイナー。初代俳優座代表。神奈川県出身。建築家・伊藤為吉の五男。本名は伊藤 圀夫（）。
1944年、東野英治郎、小沢栄太郎、青山杉作らと俳優座を創立、亡くなるまで同座代表を務めた。1949年に俳優座養成所、1954年に俳優座劇場を開設し、俳優座のリーダー的存在として活躍した。千田が新劇界に与えた功績は大きく、西欧の近代劇や古典劇の上演の基盤をつくるとともに、日本の現代演劇において最初の実践的な演技論でリアリズム演技の名教科書といわれる『近代俳優術』（1949年）を著して、近代的な演技術・俳優術を理論化した。ベルトルト・ブレヒトの戯曲を翻訳紹介・上演も行なった。
テレビドラマへの出演はほとんど皆無に等しいが、1940年代から1970年代頃まで約100本の映画に出演している。

## 経歴
東京府立第一中学校（現：東京都立日比谷高等学校）ドイツ語科在学中から土方与志の舞台美術研究所に通い始める。1922年（大正11年）、府立一中卒業後に早稲田大学独文科聴講生になるが、中途で辞めて演劇の道に入る。関東大震災後の1924年、土方与志と、土方が師事する小山内薫による築地小劇場の第一期研究生となり、第1回公演の『海戦』で初舞台を踏んだ。1926年に村山知義、佐野碩らと前衛座を結成した。1927年（昭和2年）ドイツへ渡る前の4月29日、松平里子、田谷力三、壇治衛（ジェームス・ダン）、石井漠、石井小浪、人形座、前衛座が出演して千田是也を送る会が築地小劇場で開催された。
1927年（昭和2年）ベルリンのラインハルト演劇学校入学、演劇を勉強。卒業後、ドイツ共産党に入党した。同じくドイツ共産党員となった元東京帝大医学部助教授の国崎定洞らとドイツ共産党日本語部を設立。「ベルリン反帝グループ」とよばれる在独日本人メンバーの一人として活動し、小林多喜二の『一九二八年三月十五日』などのプロレタリア文学をドイツ語訳している。1930年バウハウス在籍の山脇巌、山脇道子等とデザインスタジオ "トモエ”を創立。
1931年、現地で結婚したドイツ人妻イルマとともに帰国。東京演劇集団を結成し、ブレヒトの『三文オペラ』を翻案した『乞食芝居』を上演した（1932年）。1936年には新築地劇団に参加し、演出・俳優の両方で活躍し、プロレタリア演劇のリーダー的存在となった。1940年5月、新築地劇団を脱退。同年8月19日の新劇弾圧により治安維持法などで検挙され、拘留された。1942年に出獄し、女優の岸輝子と結婚。また、築地警察署で拷問死した小林多喜二の遺骸を引き取り、デスマスクを製作した。
1944年、東野英治郎、小沢栄太郎、青山杉作らと俳優座を創立、亡くなるまで同座代表を務めた。1949年に俳優座養成所、1954年に俳優座劇場を開設し、俳優座のリーダー的存在として活躍した。千田が新劇界に与えた功績は大きく、西欧の近代劇や古典劇の上演の基盤をつくるとともに、日本の現代演劇において最初の実践的な演技論でリアリズム演技の名教科書といわれる『近代俳優術』（1949年）を著して、近代的な演技術・俳優術を理論化した。
1950年以降は真船豊やチェーホフ、安部公房やブレヒト劇などの紹介や演出などをした。
1979年にドイツ民主共和国芸術アカデミーの会員となった。1982年にフンボルト大学の哲学名誉博士号を授与される。1986年には『セチュアンの善人』 (The Good Person of Szechwan) の中国公演、1987年にはチェルノブイリ原子力発電所事故を扱った『石棺』を演出した。
1994年12月21日、肝臓癌のため東京都港区の済生会中央病院で死去。90歳。その2日前に国崎定洞生誕100周年の集いに出席したのが公の場に姿を見せた最後の機会であった。墓所は染井霊園の伊藤家墓所。
1998年から、毎日芸術賞で目覚ましい活躍をした演出家に与えられる「千田是也賞」が設けられた。

## 人物
- 関東大震災の直後、住んでいた千駄ヶ谷において自警団に参加したところ、自身が朝鮮人と間違われて、暴行を受けた[12]。後日、朝鮮人襲撃の噂は、政府や軍部が流したデマだと知ってがく然とした、と述懐している[12]。異常時の群集心理で、自身も加害者になっていたかもしれないと考え、自戒として「千駄ヶ谷のコレヤン（Korean）」をもじって芸名にした[13][14]。

- 1950年代の東宝特撮映画に多数出演していたが、特技監督の中野昭慶によれば千田は「特撮大好きおじさん」だったといい、SF・特撮映画の企画があると、当時助監督だった中野へ熱心に出演オファーを出してきたという[15]。特撮映画では博士役を演じた[2][16]。また、後年には孫の中川安奈も『ゴジラvsキングギドラ』で主演を務めている。

- 渡辺美佐子は春日太一とのインタビューで、1963年公開の『真田風雲録』の撮影で女の霧隠才蔵役を演じるにあたり千田から、“下は網タイツにショートパンツ、上は半分着物で腕は網、それで髪はポニーテール”をデッサンした絵を描いてもらい、以来女忍者といえばそのスタイルが一般的になったと語っている[17]。

- 俳優の土屋嘉男は、千田からスタニスラフスキー・システムを教えられたといい、映画『宇宙大戦争』の撮影でも千田は率先して取り入れていたという[3]。

## 家族
- 父：伊藤為吉（建築家）
- 長兄：伊藤道郎（舞踏家、子に歌手・俳優のジェリー伊藤）
- 二兄：伊藤鉄衛（建築家）
- 三兄：伊藤祐司（オペラ歌手）
- 四兄：伊藤熹朔（舞台美術家）
- 六弟：伊藤貞亮（建築家）
- 七弟：伊藤翁介（作曲家）
- 長姉：嘉子（陸軍大将・古荘幹郎の妻）
- 二姉：あい子（3代目阪東壽三郎の妻）
- 三姉：暢子（画家・中川一政の妻）
- 最初の妻：ドイツ人女性イルマ（1939年帰国）との子供：モモコ
  - モモコと中川晴之助（中川一政と暢子の子）の子供が女優の中川安奈[16]
- 2番目の妻：岸輝子（1942年に結婚）

## 役職
- 劇団俳優座代表（1944年 - 1994年）
- 株式会社俳優座劇場代表取締役（1967年 - 1993年）
- 桐朋学園大学短期大学部 芸術科教授
- 日本演出者協会 理事長
- 日朝友好協会 副会長
- 日本演劇協会 常務理事
- 日本中国文化交流協会 常任理事（1956年に千田、井上靖、團伊玖磨らが結成）
- ブレヒトの会 主宰（1970年）
- 日本劇団協議会 初代会長（1992年 - 1994年）
- 学芸自由同盟創立準備委員（1933年）[18]

## 受賞
- 芸能選奨（1952年）[10]
- 毎日演劇賞 演出部門（1952年、1958年）[10]
- テアトロン賞（1957年）[10]
- 週刊読売新劇賞（1958年）[10]
- 芸術祭賞（1959年）[10]
- 朝日賞（1977年）[19][10]
- 芸能功労者（1979年）[10]
- フンボルト大学名誉哲学博士号（1982年）[10]

## 出演

### 映画
- 空想部落（1939年、南旺映画） - 横川大助
- 女優須磨子の恋（1947年、松竹） - 武田正憲
- わが恋は燃えぬ（1949年、松竹） - 稲垣大助
- 真昼の円舞曲（1949年、松竹） - 坂崎義樹
- 深夜の告白（1949年、新東宝）
- 風にそよぐ葦 後編（1951年、東横映画） - 楠見
- 善魔（1951年、松竹） - 北浦剛
- 恋人（1951年、東宝） - 父恵介
- 慟哭（1952年、新東宝） - 五味晃
- 加賀騒動（1953年、東映） - 前田土佐
- 韋駄天記者（1953年、東映） - 市岡教授
- 旅路（1953年、松竹） - 瀬木博士
- 広場の孤独（1953年、新東宝） - 編集局長
- 地獄門（1953年、大映） - 平清盛
- 太平洋の鷲（1953年、東宝） - 大本営陸軍大佐[20]
- 思春の泉（1953年、新東宝） - 住職
- 女の一生（1953年、近代映画協会） - 父教信
- 黒い潮（1954年、日活） - 浜崎編集局長
- 叛乱（1954年、新東宝） - 軍法会議判士長
- 勲章（1954年、俳優座） - 三島善五郎
- 女人の館（1954年、日活） - 住職
- 青春怪談（1955年、日活） - 奥村敬也
- うちのおばあちゃん（1955年、日活） - 佐貫博士
- 新・平家物語三部作（大映）
  - 新・平家物語（1955年） - 左大臣頼長
  - 新・平家物語 静と義経（1956年） - 大江広元
- 大地の侍（1956年、東映） - 神山外記
- 夕日と拳銃 日本篇 大陸篇（1956年、東映） - 王鳳閣
- 森は生きている（1956年、独立映画） - 総理大臣
- 月形半平太（1956年、大映） - 姉小路公知
- 女優（1956年、近代映画協会） - 保田
- 花まつり男道中（1957年、東映） - 三本松の吉兵衛
- 誘惑（1957年、日活） - 杉本省吉
- 多情仏心（1957年、東映） - 桑木博士
- 大菩薩峠（1957年、東映） - 権田丹後守
- 美徳のよろめき（1957年、日活） - 藤井景安
- 欲（1958年、松竹） - 黒河博士
- 陽のあたる坂道（1958年、日活） - 田代玉吉
- 美女と液体人間（1958年、東宝） - 真木博士[2][4]
- 日蓮と蒙古大襲来（1958年、大映） - 重忠
- 大怪獣バラン（1958年、東宝） - 杉本博士[2][5]
- 第五福竜丸（1959年、近代映画協会） - 木下博士
- 宇宙大戦争（1959年、東宝） - 安達博士[2][5]
- 親鸞（1960年、東映） - 月輪兼実
- 松川事件（1961年） - 上村弁護人
- 釈迦（1961年、大映） - スッドダーナ
- 白と黒（1963年、東宝） - 宗方治正
- 五番町夕霧楼（1963年、東映） - 鳳閣寺和尚
- 宮本武蔵シリーズ（東映） - 本阿弥光悦
  - 宮本武蔵 一乗寺の決斗（1964年）
  - 宮本武蔵 巌流島の決斗（1965年）
- 徳川家康（1965年、東映） - 雪斉禅師
- スパイ（1965年、大映） - 加藤首相
- けものみち（1965年、東宝） - 香川敬三
- とべない沈黙（1966年、日本映画新社） - ホテルの大物
- トラ・トラ・トラ!（1970年、20世紀フォックス） - 近衛文麿首相
- さくら隊散る（1988年、近代映画協会） - 証言者

### テレビドラマ
- お気に召すまま（1962年、NETテレビ）第20話「しあわせは永遠（とわ）に」

## 主な著書
- 『近代俳優術』上・下、早川書房、1949-1950年
- 『演劇入門』岩波新書、1966年
- 『もうひとつの新劇史 千田是也自伝』筑摩書房、1975年
- 『千田是也演劇対話集 上 指向と模索』『下 運動と主体』未來社、1978年
- 『千田是也演劇論集』 未來社 全9巻、1980-1992年
- 藤田富士男監修『劇白千田是也』 オリジン出版センター、1995年